# تثلیث (میکس‌تیپ)
تثلیث (به انگلیسی: Trinity) نخستین میکس‌تیپ از موسیقی‌دان الکترونیک ارثیتر می‌باشد که در ۱۸ اکتبر سال ۲۰۱۹ از سوی کمیکال ایکس منتشر گردید. این میکس‌تیپ با تحسین از سوی منتقدان موسیقی روبه‌رو شده است.